# Hemiscorpiidae
Hemiscorpiidae – rodzina skorpionów (Scorpiones).
Mała rodzina zawierająca tylko 2 rodzaje, a w nich 7 gatunków. Do statusu rodziny skorpiony te zostały podniesione przez Lorenzo Prendiniego w 2000 r. Przedtem rodzaje te zaliczane były do rodziny Scorpionidae. 
Obszary występowania: Afryka (Etiopia i Somalia), Azja (Iran, Irak, Oman, Pakistan, Arabia Saudyjska, Zjednoczone Emiraty Arabskie, Jemen oraz archipelag Sokotra). 
Prawdopodobnie skorpiony te nie są trzymane w niewoli. Ich jad uważany jest za niebezpieczny, szczególnie rodzaju Hemiscorpius. 

## Wybrane rodzaje
- Habibiella
- Hemiscorpius